# Radek Procházka (hokeista)
Radek Procházka (ur. 6 stycznia 1978 w Prościejowie) – czeski hokeista.

## Kariera
- HC Ołomuniec U18 (1994-1995)
- HC Ołomuniec U20 (1995-1996)
- HC Ołomuniec (1995-1997)
- HC Energie Karlowe Wary (1997-2001)
- HC Hawierzów (2001-2002)
- HC Pilzno (2002-2003)
- Berounští Medvědi (2003)
- VHK Vsetín (2003)
- HC Prostějov (2003-2004)
- HC Vitkovice (2004-2007)
  -  HC Poruba (2004-2005)
- Orli Znojmo (2007-2009)
  -  HC Ołomuniec (2007-2009)
- HC Kometa Brno (2009-2011)
- Unia Oświęcim (2011-2012)
- JKH GKS Jastrzębie (2012-2014)
- HC Přerov (2014-2015)

Wychowanek klubu HC Ołomuniec. Występował w juniorskich reprezentacjach Czech, w tym na turnieju mistrzostw świata juniorów do lat 20 w 1997 roku.
Od maja 2011 zawodnik Unii Oświęcim. Od maja 2012 zawodnik JKH GKS Jastrzębie. Był zawodnikiem JKH do końca sezonu 2013/2014. Od sierpnia 2014 zawodnik HC Přerov.
W trakcie kariery określany pseudonimem Prochi.

## Sukcesy
Klubowe
- Brązowy medal mistrzostw Polski: 2012 z Unią Oświęcim, 2014 z JKH GKS Jastrzębie
- Finał Pucharu Polski: 2012 z Unią Oświęcim
- Puchar Polski: 2013 z JKH GKS Jastrzębie
- Srebrny medal mistrzostw Polski: 2013 z JKH GKS Jastrzębie

Indywidualne
- Polska Liga Hokejowa (2011/2012):
  - Piąte miejsce w klasyfikacji asystentów w sezonie zasadniczym: 36 asyst
  - Piąte miejsce w klasyfikacji kanadyjskiej w sezonie zasadniczym: 51 punktów
- Turniej finałowy Pucharu Polski 2011/2012:
  - Najlepszy napastnik meczu finałowego
  - Najlepszy napastnik turnieju
- Turniej finałowy Pucharu Polski 2012/2013:
  - Najlepszy napastnik meczu finałowego